# Фоксы

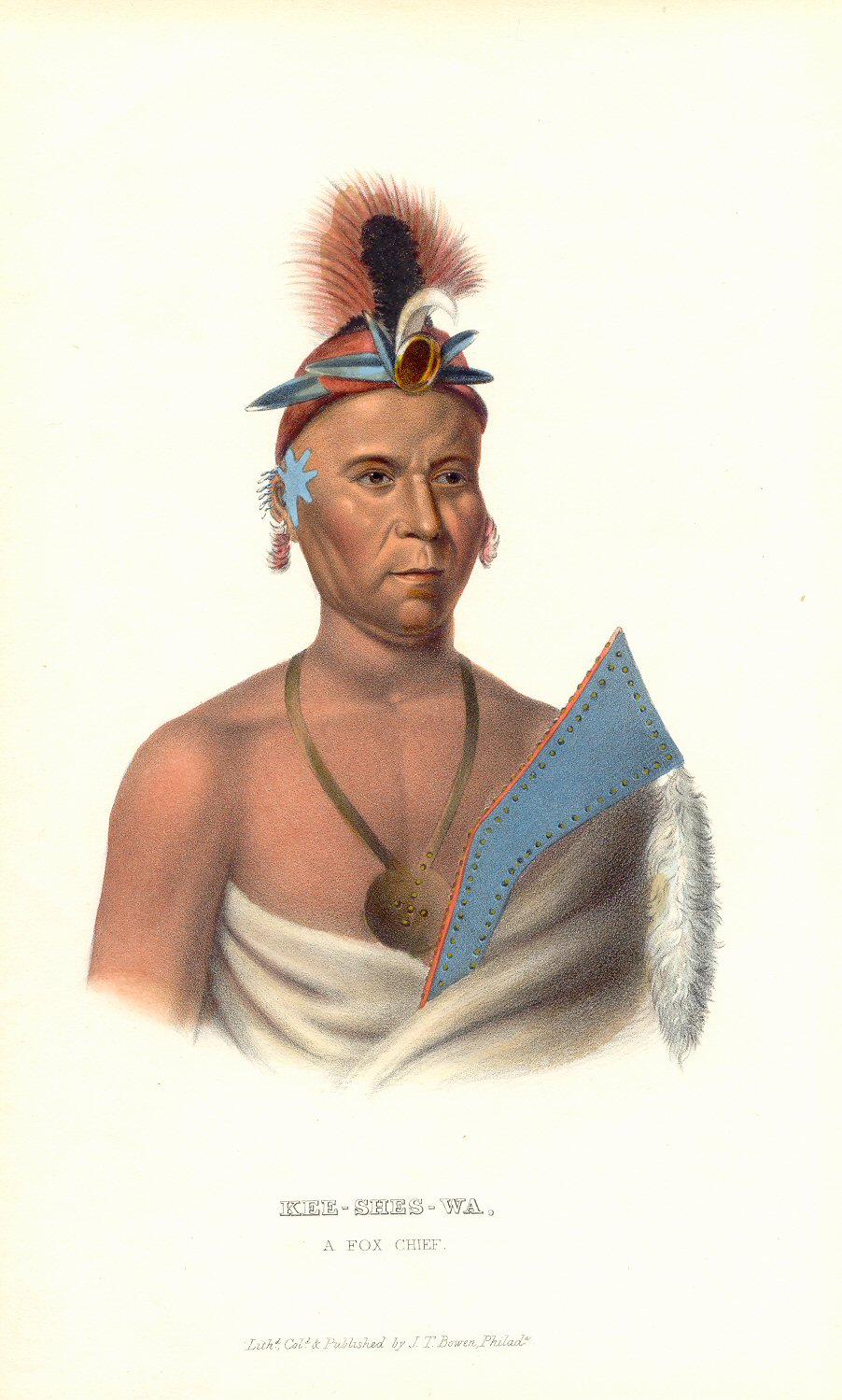
Ки-шес-ва, вождь фоксов. Художник Чарльз Бёрд Кинг

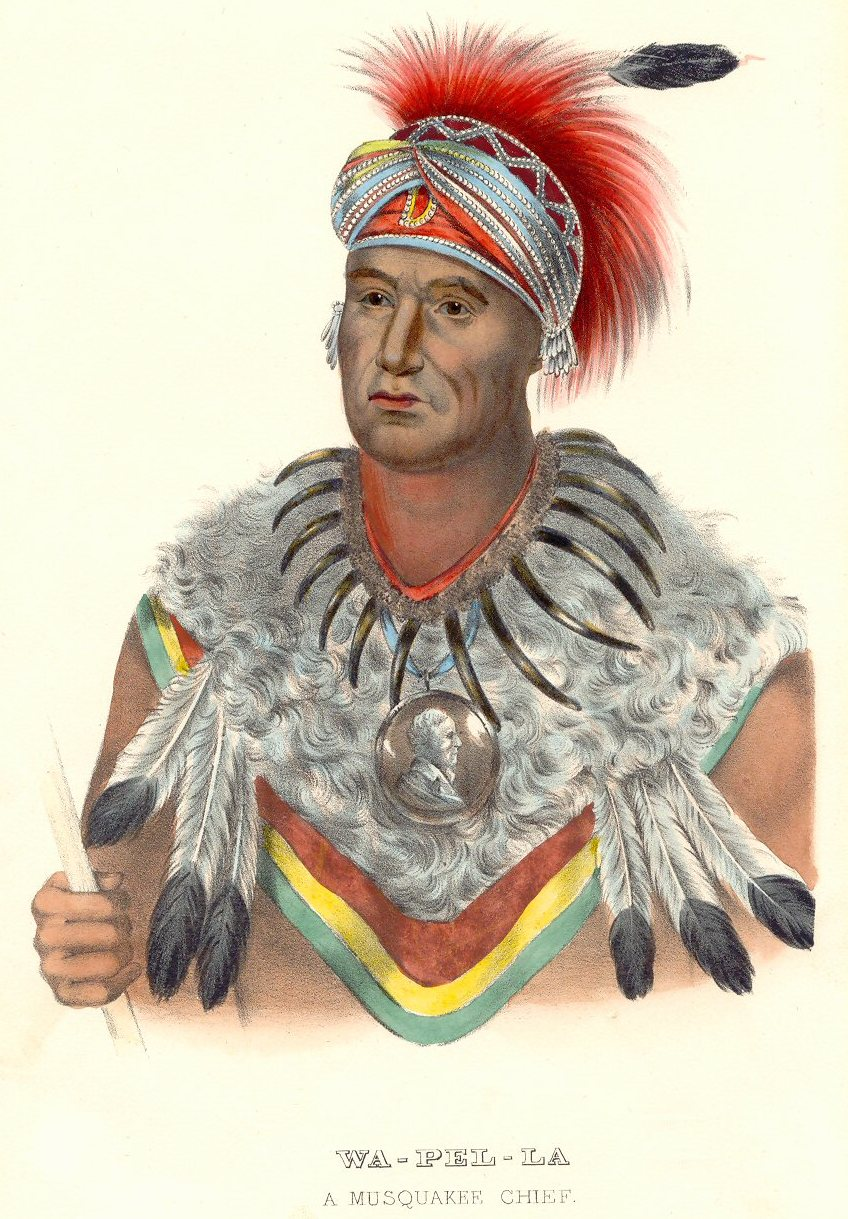
Вождь Вапелла (Вапелло). Художник Чарльз Бёрд Кинг.

Фоксы, также месквоки (мескваки), Meskwaki, самоназвание Meshkwahkihaki, «люди красной земли» — индейское племя, говорящее на языке сок-фокс алгонкинской семьи. Вместе с говорящим на том же языке племенем сауки нередко рассматривается в рамках федеральной политики США как часть единой нации сок-фокс, несмотря на то, что в течение столетий два племени отделяют себя друг от друга.

## История
По мнению археологов, около 10 тыс. лет назад (датировка является спорной) люди из Евразии мигрировали в Америку через Берингов перешеек. Около 7 тыс. лет назад палеоиндейцы достигли территории современного Онтарио. На рубеже 1 в. н. э. произошла Великая засуха, в результате чего местное население уменьшилось примерно на 98 %.
Фоксы жили к востоку от Мичигана вдоль реки Святого Лаврентия. В эпоху расцвета, непосредственно перед контактом с европейцами, численность племени могла достигать 10000 человек.
В результате войн с гуронами, оджибве и другими племенами, которых поддерживали французы, а также занесённых европейцами инфекций население существенно сократилось, а фоксы были вынуждены переселиться на запад, сначала на территорию между заливом Сагино и Детройтом в Мичигане, позднее на территорию Висконсина.
В Висконсине фоксы контролировали реку Фокс, которая играла важную роль в торговле мехами между Французской Канадой и внутренней частью Северной Америки, поскольку по ней можно было сплавляться из Грин-Бея на озере Мичиган к реке Миссисипи.
В 1829 году по оценкам правительства США, насчитывалось около 1500 фоксов и 5500 сауков. В это время часть индейцев из этих племён участвовала в Войне Чёрного Ястреба за земли в Иллинойсе.
После Войны Чёрного Ястреба 1832 года правительство США официально объединило два племени, сауков и фоксов, в Конфедерацию саук-фокс (Sac & Fox Confederacy) для удобства подписания договоров. В результате нескольких уступок земель, которые были осуществлены от имени конфедерации, племена сауков и фоксов утратили все свои земли и были переселены в резервацию в восточно-центральной части Канзаса в 1845 г. по Дороге драгунов.
Индейцы из племени фоксов расселились по югу штата Висконсин и вдоль границы штатов Айова-Иллинойс. Фоксы, которым удалось бежать на запад от реки Миссисипи, получили известность как «потерянный народ» среди племени дакота.
В октябре 1842 года по договору племена сауки и фоксы были вынуждены продать все свои земельные участки в штате Айова. Они переселились к западу от временной границы (Линия Красных скал) в 1843 году и на земли в Канзасе в 1845 году.
Многие фоксы позднее переселились в Мескуоки-Сеттлмент близ г. Тейма в штате Айова, которое возникло около 1856 года. Законодательное собрание штата Айова приняло тогда беспрецедентный закон, позволяющий индейцам покупать земли; до этого они были лишены такого права. Вскоре после этого федеральное правительство заставило сауков переселиться в резервацию на Индейской территории, ныне штат Оклахома.
В течение следующих 30 лет фоксы игнорировались правительствами США и штатов. С другой стороны, именно этот факт помог им жить более независимо, чем племена, резервации которых управлялись федеральными властями. Для разрешения этой юридической двусмысленности в 1896 г. штат Айова уступил федеральному правительству свою юрисдикцию над племенем фоксов.
К 1910 году оставалось в общей сложности около 1000 индейцев племён сауков и фоксов. По состоянию на 2000 год их общее количество составляло менее 4000 человек.

## Шифровальщики
В январе 1941 г. в американскую армию было призвано 27 месквоки — 16 % от их тогдашней численности в штате Айова.
Во время второй мировой войны месквоки привлекались в качестве шифровальщиков наряду с представителями ряда других племён. Если навахо использовались на тихоокеанском театре боевых действий, то месквоки — в войне против немцев в Северной Африке.

## Современное состояние
В современном поселении Мескуоки в округе Тейма имеются племенные школы, департамент общественных работ, племенные суды и полиция.